# Ulrich Meczulat
Ulrich Meczulat (* 28. September 1976 in Berlin) ist ein Kurzfilmregisseur, Drehbuchautor und Produzent.
Sein Spezialgebiet ist das Horrorgenre.
Meczulat ist in Berlin-Steglitz geboren und wuchs im Berliner Ortsteil Rudow auf. Er verließ das Albert-Einstein-Gymnasium in Berlin-Neukölln nach der 12. Klasse, da er seinen Wehrdienst in Hamburg abzuleisten hatte. Nach dieser Zeit absolvierte er eine zweijährige Ausbildung zum Bibliotheksassistenten. Zu diesem Zeitpunkt zeigte Meczulat bereits großes Interesse an Filmen, so dass er neben der Lehre regelmäßig Film- bzw. Drehbuchseminare besuchte. Dort lernte er Martin Roth kennen, der für die Kameraführung in seinen Filmen zuständig ist. Mit ihm gründete Meczulat die Filmproduktionsgesellschaft Magicland Pictures.
Seine ersten Gehversuche als Regisseur machte Meczulat in dem nur siebenminütigen Film „Steinwurf bis zur Ewigkeit“. Dieser Film war eher ein typischer Amateur- bzw. Studentenfilm und diente als Sprungbrett für Meczulats weitere Filmkarriere. Die ersten Erfolge zeichneten sich mit den Kurzfilmen „Menage à trois“ und „Blitz“, beides Horror- bzw. Psychothriller, ab. „Blitz“ wurde im Rahmen einer Kurzfilmreihe auf dem Pay-TV-Sender 13th Street gezeigt. Der Film „Der Teufel von Rudow“, ein Mix aus Horror und Mystery, war Meczulats erster Kinofilm. Die Innenaufnahmen von „Der Teufel von Rudow“ fanden im Elternhaus von Meczulat in Berlin-Rudow statt. Das verwilderte Grundstück, auf dem Teile der Dreharbeiten stattfanden und die Ruine, in welcher der „Teufel“ eingesperrt war, sind inzwischen einem Neubau gewichen.
Meczulats Filme sind überwiegend durch Außenaufnahmen geprägt. Gedreht wird in Berlin und Umland. Die Gewalteffekte in seinen Filmen wirken zwar brutal, vermeiden aber gezielt den Anschein von Realität.
Meczulat lebt in Berlin-Friedrichshain und Erlangen.

## Filmographie
- Menage à trois (2000)
- Heroman (2001)
- Last Hippie Standing (2001), Co-Regie
- Teen Shocker (2002)
- Flirt im Nachtbus (2002)
- Blitz (2002)
- Der Teufel von Rudow (2002)
- Broadcast Killer (2005)